# 니보리촌 (야마가타현)
니보리촌(新堀村)은 야마가타현 히가시타가와군에 설치되었던 촌이다.